# Christian Wood
Christian Marquise Wood (ur. 27 września 1995 w Long Beach) – amerykański koszykarz, występujący na pozycji skrzydłowego, od 2023 zawodnik Los Angeles Lakers.
4 stycznia 2016 został zwolniony przez klub Philadelphia 76ers. 4 marca podpisał 10-dniową umowę z 76ers. 14 lipca 2016 zawarł kontrakt z Charlotte Hornets.
10 sierpnia został zawodnikiem chińskiego Fujian Sturgeons. Zanim rozegrał oficjalny mecz został zwolniony, a na jego miejsce klub przyjął Mike’a Harrisa.
22 września 2018 dołączył do 20-osobowego składu Milwaukee Bucks na obóz treningowy. Następnie dostał się do oficjalnego składu. 18 marca 2019 został zwolniony. 20 marca został zawodnikiem New Orleans Pelicans. 17 lipca 2019 dołączył do Detroit Pistons.
24 listopada 2020 został wytransferowany do Houston Rockets. 24 czerwca 2022 dołączył do Dallas Mavericks w wyniku wymiany. 6 września 2023 został zawodnikiem Los Angeles Lakers.

## Osiągnięcia
Stan na 22 września 2023, na podstawie, o ile nie zaznaczono inaczej.
NCAA
- Zaliczony do II składu konferencji Mountain West (MWC – 2015)

Indywidualne
- Zaliczony do:
  - II składu G-League (2018)[13]
  - III składu G-League (2019)[14]